# Binghamton-massakern
Binghamton-massakern var en masskjutning den 3 april 2009 i Binghamton, New York, USA. Jiverly Antares Wong, 41 år gammal, dödade 13 och skadade åtminstone 4 personer innan han själv tog sitt liv. 